# Bernd Krauß
Bernd Krauß (ur. 15 czerwca 1953 w Plauen) – niemiecki wioślarz reprezentujący NRD, złoty medalista olimpijski i dwukrotny medalista mistrzostw świata.

## Kariera
Wystąpił na igrzyskach olimpijskich w Moskwie w 1980, gdzie osada NRD w składzie: Bernd Krauß, Hans-Peter Koppe, Ulrich Kons, Jörg Friedrich, Jens Doberschütz, Ulrich Karnatz, Uwe Dühring, Bernd Höing i Klaus-Dieter Ludwig (sternik) zdobyła złoty medal w ósemkach. W finale o 2,87 sekundy pokonali osadę Wielkiej Brytanii i o 3,51 sekundy osadę ZSRR. Był to  jego jedyny start olimpijski.
W ósemkach zdobył także złoto na mistrzostwach świata w Bledzie (1979). Ponadto na mistrzostwach świata w Amsterdamie (1977) zdobył brązowy medal w dwójkach bez sternika. 
W 1980 odznaczony Złotym Orderem Zasługi dla Ojczyzny.
Z wykształcenia był nauczycielem. Po zakończeniu kariery pracował w Volkspolizei. Po zjednoczeniu Niemiec został nauczycielem.